# فن‌مترازین
فن‌مترازین (به انگلیسی: Phenmetrazine) (INNN ،USAN ,BAN) (با نام تجاری Preludin و نام‌های دیگر عرضه می‌شود) یک داروی محرک است که برای اولین بار در سال ۱۹۵۲ سنتز شد و در ابتدا به عنوان یک سرکوب کننده اشتها استفاده شد، اما در دهه ۱۹۸۰ به دلیل سوء مصرف گسترده از بازار خارج شد. در ابتدا با فن‌دی‌مترازین آنالوگ خود (با نام تجاری Prelu-2) که به عنوان یک پیش دارو برای فن‌مترازین عمل می‌کند، جایگزین شد، اما اکنون به دلیل نگرانی از سوء مصرف و اعتیاد به ندرت تجویز می‌شود. از نظر شیمیایی، فن مترازین یک آمفتامین استخلافی با یک حلقه مورفولین است.

## تاریخچه
فن‌مترازین برای اولین بار در آلمان در سال ۱۹۵۲ توسط بوهرینگر اینگلهایم ثبت اختراج شد.برخی از داده‌های دارویی آن در سال ۱۹۵۴ به ثبت رسید. این اختراع نتیجه جستجوی Thomä و Wick برای یک داروی ضد اشتهای آمفتامینی بدون عوارض جانبی بود. فن مترازین در سال ۱۹۵۴ در اروپا برای استفاده بالینی معرفی شد.

## سنتز
فن‌مترازین را می‌توان در سه مرحله از ۲-بروموپروپیوفنون و اتانول‌آمین سنتز کرد. الکل میانی ۳-متیل-۲-فنیل‌مورفولین-۲-ال (۱) با فوماریک اسید به نمک فومارات (۲) تبدیل می‌شود، سپس با سدیم بوروهیدرید کاهش می‌یابد تا باز آزاد فن‌مترازین به دست آید (۳). باز آزاد را می‌توان با واکنش با فوماریک اسید به نمک فومارات (۴) تبدیل کرد.

## همچنین ببینید
- فن بوترازات
- فن‌دی‌مترازین
- مورازون
- ربوکستین